# Kálmán Ferenc (református lelkész)
Kálmán Ferenc (Nagyfaludpuszta, 1827. január 9. – Némedi, 1864. szeptember 14.) református lelkész.

## Élete
Zalamegyében gróf Festetich László nagyfaludi pusztáján született, ahol atyja Kálmán Ferenc gazdatiszt volt (kereszteltetése a terestyén-szecsődi anyakönyvbe van beírva). Az elemi iskolákat Polgárdin (Fehér megye) járta, a gimnáziumot 1834-ben Kolozsvárt kezdte és 1842-ben a bölcseletieket Pápán elvégezvén, Kecskemétre ment a teológia hallgatására, amit 1845-ben szintén elvégzett és ősztől tavaszig a Mária-utcai iskolában leánytanítónak alkalmazták. 1849 tavaszán ment Soltra (Pest megye) tanító-káplánnak, innét Ráckevébe, Szalkszentmártonba, Dégbe, Szilas-Balhásra, majd 1858-ban Gyönkre gimnáziumi tanárnak. Innét 1863-ban Némedibe (Tolna megye) lelkésznek, ott is hunyt el.
Cikkei a Kalauzban (1857-58. Csokonai Vitéz Mihály sat.), a Napkeletben (1859. Egy nap a bányákban), a Vasárnapi Ujságban (1861. A naptár készítése, 1862. Egy nap a bányákban).

## Munkái
- Egyházi beszédek. Első füzet. Kecskemét, 1854.
- Ima, Pápa, 1857. (Gyászhangok, melyek néh. Kálmán Ádám ... utolsó tisztességtételekor 1856. decz. 22. a gyászudvarban mondottak c. munkában Horváth Mihály halotti tanításával és Kálmán Károly gyászbeszédével.)
- Egyházkeléskori szertartásos beszédek és imák. Székesfehérvár, 1858. és Folytatása, Pest, 1859.
- Iskolai kalandok. Uo. 1859.
- Víg-szeszélyű könyvecske. Uo. 1860.